# Jacob van Rijs

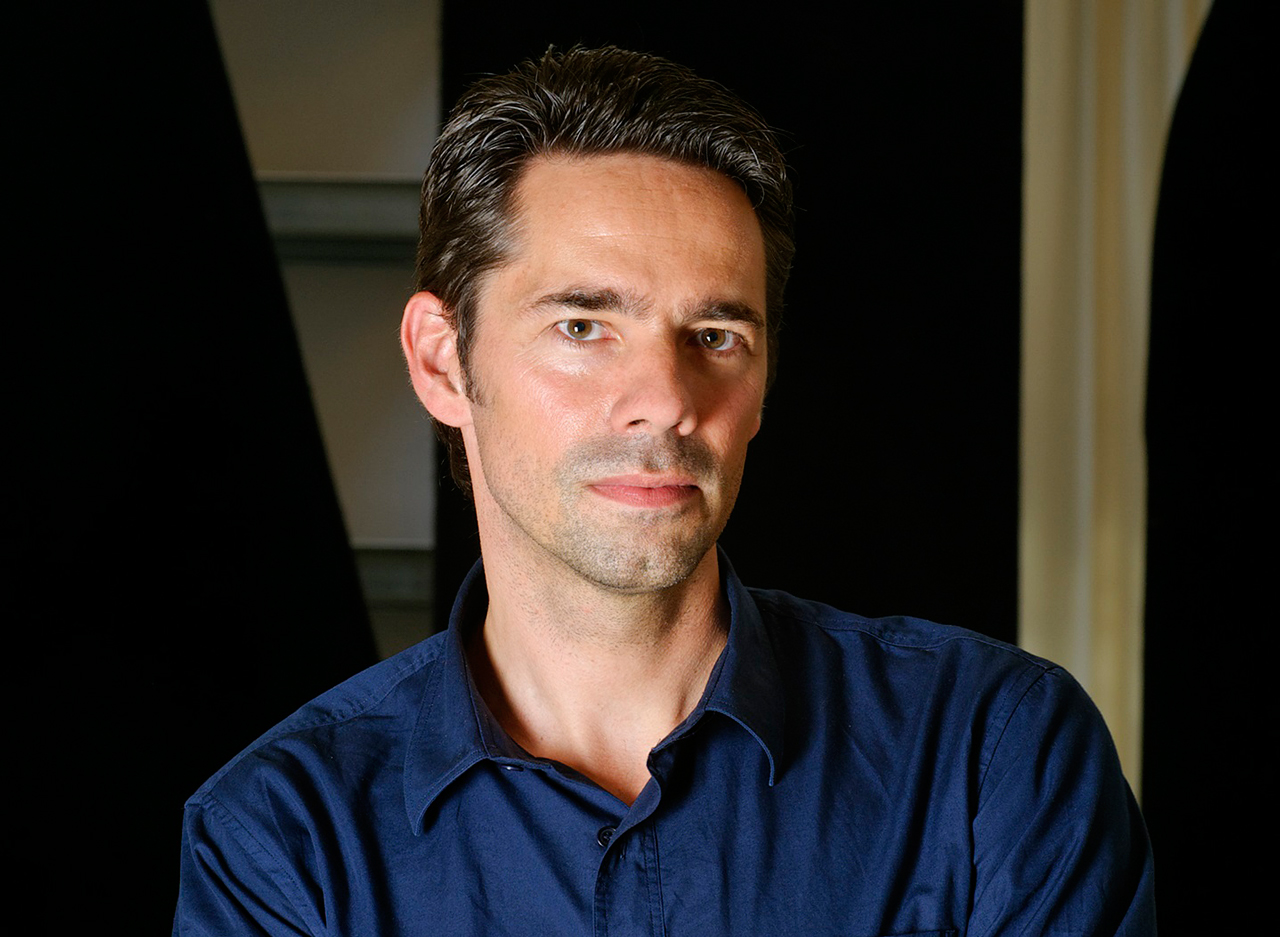
Jacob van Rijs

Jacob van Rijs (* 1964 in Amsterdam) ist ein niederländischer Architekt. Er ist Partner im Büro MVRDV in Rotterdam. 
Er studierte von 1983 bis 1984 an der Freien Akademie Den Haag und von 1984 bis 1990 an der Technischen Universität Delft. 1991 gründete er in Rotterdam gemeinsam mit Winy Maas und Nathalie de Vries das Architekturbüro MVRDV.
Van Rijs lehrte an verschiedenen Hochschulen und Universitäten Architektur, u. a. am Berlage Institut in Rotterdam und an der Architectural Association London. Er ist Professor am Institut für Architektur der technischen Universität Berlin.